# Антуанетта Саксен-Альтенбурзька
Антуанетта Саксен-Альтенбурзька, повне ім'я Антуанетта Шарлотта Марія Жозефіна Кароліна Фріда Саксен-Альтенбурзька (нім. Antoinette Charlotte Marie Josephine Karoline Frida von Sachsen-Altenburg; 17 квітня 1838 — 13 жовтня 1908) — принцеса Саксен-Альтенбургу, донька принца Едуарда Саксен-Альтенбурзького та Амалії Гогенцоллерн-Зігмариненської, дружина герцога Ангальтського Фрідріха I.

## Біографія
Антуанетта народилась 17 квітня 1838 року в Бамберзі. Вона була другою дитиною та другою донькою в родині принца принца Едуарда Саксен-Альтенбурзького та його першої дружини Амалії Гогенцоллерн-Зігмаринен. Новонароджена мала старшу сестру Терезу. Згодом у неї з'явились молодші брати Людвіг Йозеф та Йоганн Фрідріх. Матір померла, коли дівчинці йшов третій рік. Батько невдовзі взяв другий шлюб із Луїзою Ройсс цу Ґряйц, від якого народилися ще двоє дітей.
У лютому 1844 року її брати Людвіг Йозеф та Йоганн Фрідріх померли від віспи. А 1852 року від серцевого нападу пішов з життя і батько.
За два роки Антуанетта пошлюбилася із єдиним сином герцога Ангальт-Дессауського Леопольда IV, Фрідріхом. Весілля відбулося 22 квітня 1854 року в Альтенбурзі. Нареченій було 16 років, нареченому за тиждень виповнювалося 23. Шлюб був династично спланованим. З приводу весілля вийшла пам'ятна медаль. У подружжя народилося шестеро дітей.
1863 року Леопольд IV отримав землі Ангальт-Бернбурга і створив єдине Ангальтське герцогство. 1871 року він помер, Фрідріх став правителем країни.
Герцог був одним з найбагатших людей Німеччини. Антуанетту описували як яскраву, привабливу та елегантну жінку.
Вона дуже любила музику, була патронесою опери та театральних постановок. Козіма Вагнер була її частою гостею в Дессау.

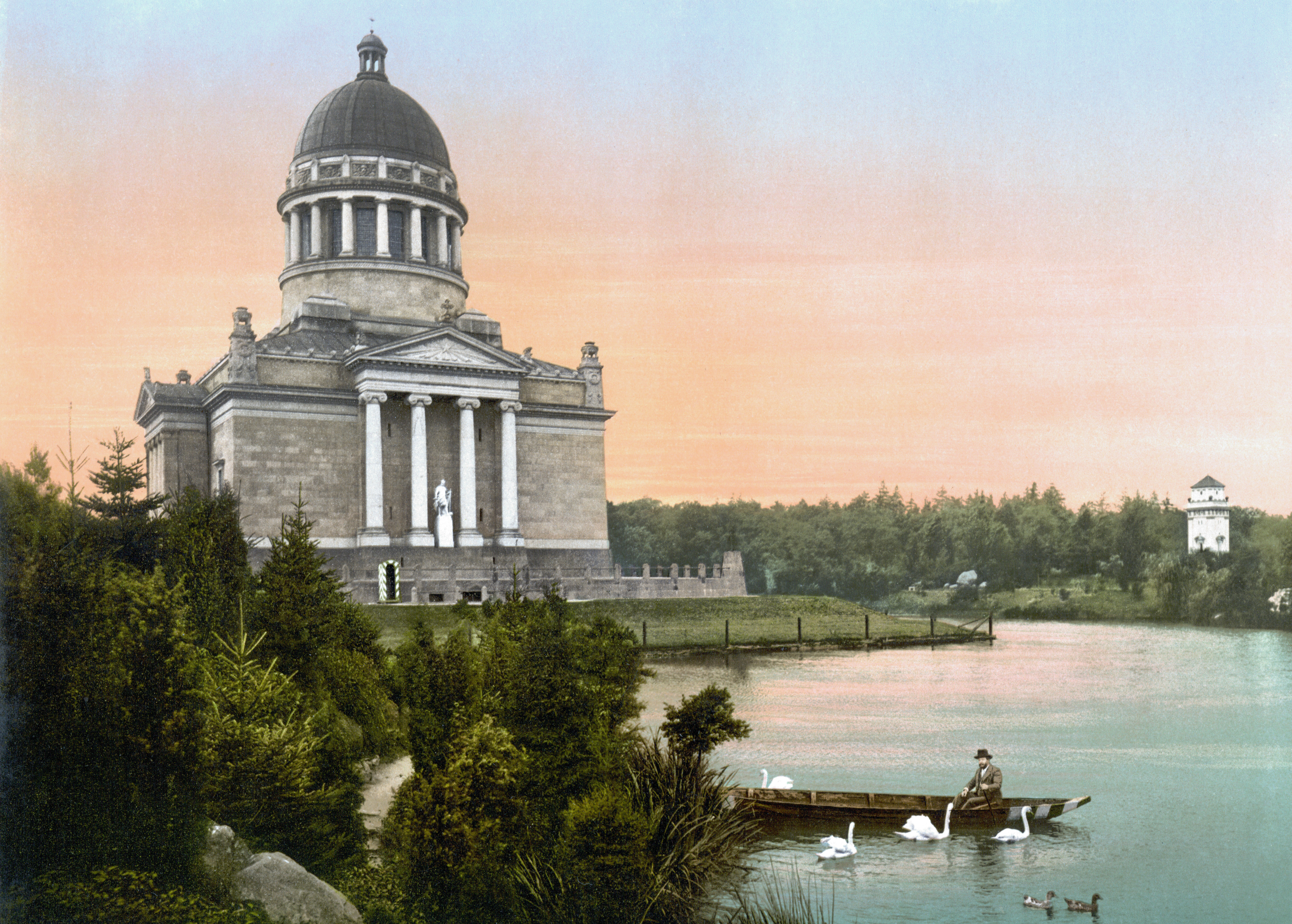
Мавзолей Дессау

1892 року герцогиня разом із невісткою Марією Баденською, за допомоги генерал-суперінтендента Тайхмюллера, придбали ділянку землі, на якій розпочалося будівництво закладу діаконіс. Відкритий він був 1894 року.
1896 року в Ангальті вийшла пам'ятна посріблена медаль «25 років правління герцога Ангальта Фрідріха I». На аверсі містилося зображення Фрідріха та Антуанетти.
1904 Фрідріх пішов з життя. Антуанетта пережила його на чотири роки. Обидва були поховані в мавзолеї Дессау, а у 1958 році — перепоховані на цвинтарі Цибік.
Наступним правителем країни став їхній син Фрідріх.

## Родина

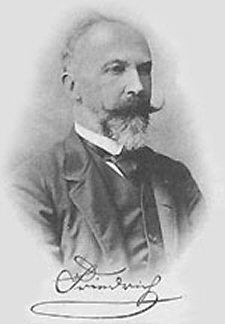
Фрідріх I

Чоловік — Фрідріх I (герцог Ангальтський)
Діти:
- Леопольд (1855—1888) — спадкоємець престолу Ангальта, був одружений з Єлизаветою Гессен-Кассельською, мав єдину доньку, помер за життя батька;
- Фрідріх (1856—1918) — герцог Ангальта у 1904—1918 роках, був одружений з Марією Баденською, дітей не мав;
- Єлизавета (1857—1933) — дружина великого герцога Мекленбург-Штреліцького Адольфа Фрідріха V, мала двох синів та двох доньок;
- Едуард (1861—1918) — герцог Ангальта у 1918 році, був одружений із Луїзою Саксен-Альтенбурзькою, мав шістьох дітей;
- Аріберт (1864—1933) — регент Ангальта у 1918 році, був одружений із Марією Луїзою Шлезвіг-Гольштейнською, дітей не мав;
- Александра (1868—1958) — дружина Зіццо Шварцбурзького, мала трьох дітей.

## Вшанування пам'яті
- На честь Антуанетти було названо Antoinettenweg (Зельке)
- Її ім'я отримали вулиця Antoinettenstraße та ліцей Antoinettenlyzeum в Дессау.